# 萨莫拉省
萨莫拉省（西班牙語：Provincia de Zamora）是西班牙西部卡斯蒂利亚-莱昂自治区的一個省，与莱昂省、奥伦塞省、萨拉曼卡省、巴利亚多利德省相邻。萨莫拉省面积10,561 km2，2017年总人口177,404，包含250个自治市。该省成立于1833年。

## 地理
萨莫拉省境内主要为平原和起伏的高原，西北部有两道山岭。杜罗河及其支流托尔梅斯河穿过全省，筑有几座大坝，以利灌溉和发电。

## 经济
平原地区盛产谷物、葡萄、甜菜和亚麻。高地放牧美丽诺羊和山羊。除食品加工外，工业门类不多。

## 人口
| 萨莫拉省人口变化                       |
|                                        |
| 数据来自INE. 2017年在政府登记人口数量. |

## 图集

行政区划
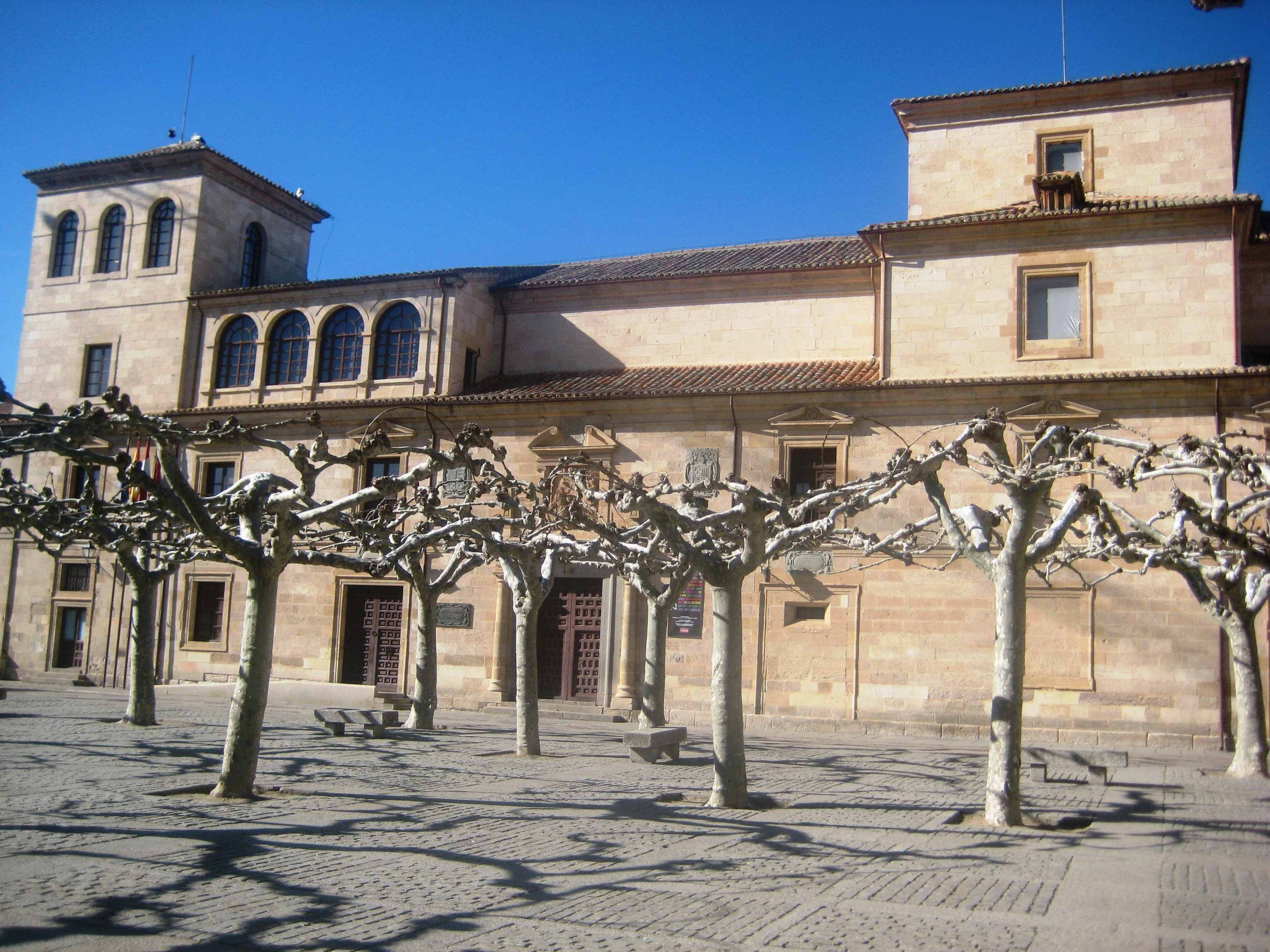
省议会
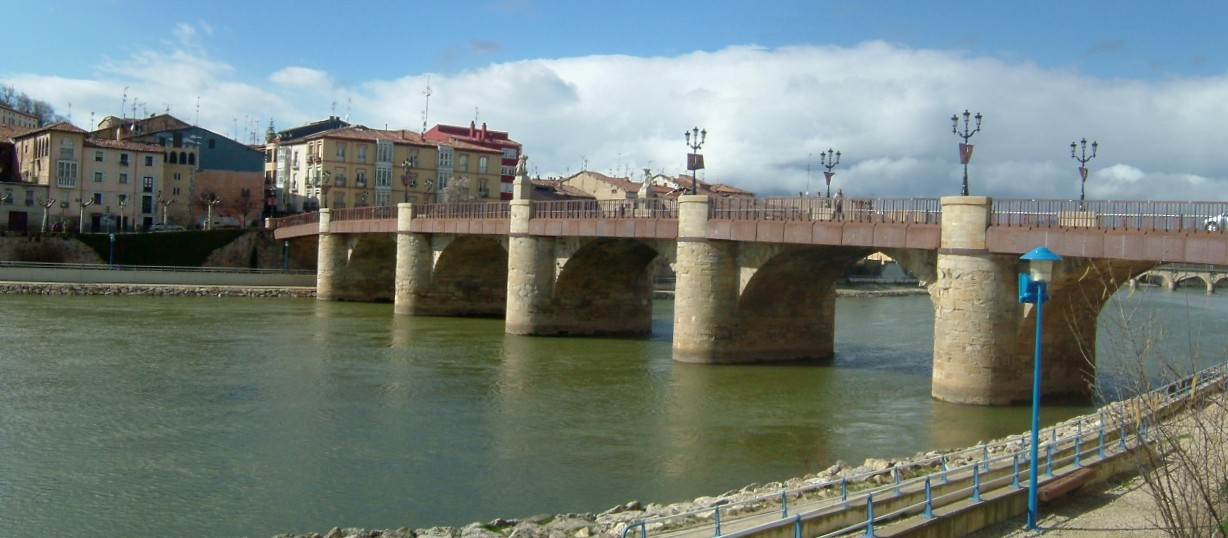
流经萨莫拉市的杜罗河
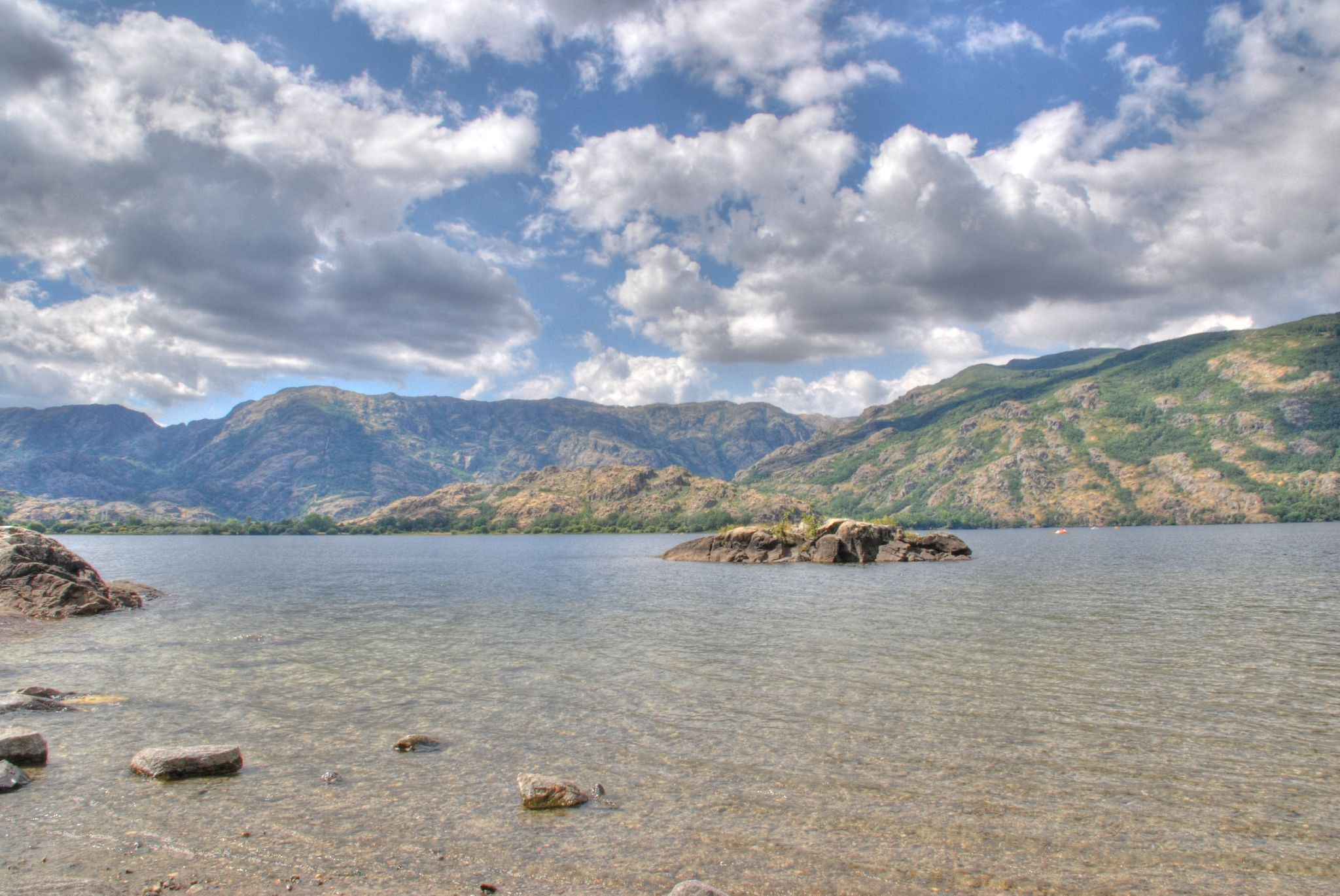
萨纳夫里亚湖
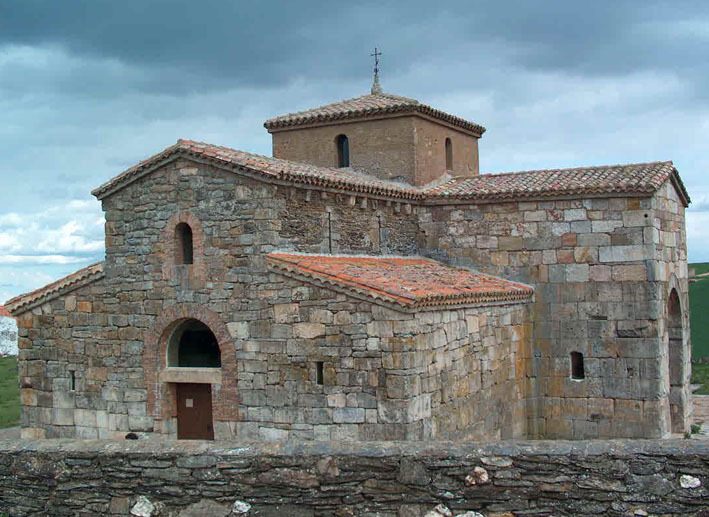
圣佩德罗德拉纳韦-阿尔门德拉的西班牙历史遗产——圣佩德罗德拉内夫教堂（英语：Iglesia de San Pedro de la Nave (El Campillo)）
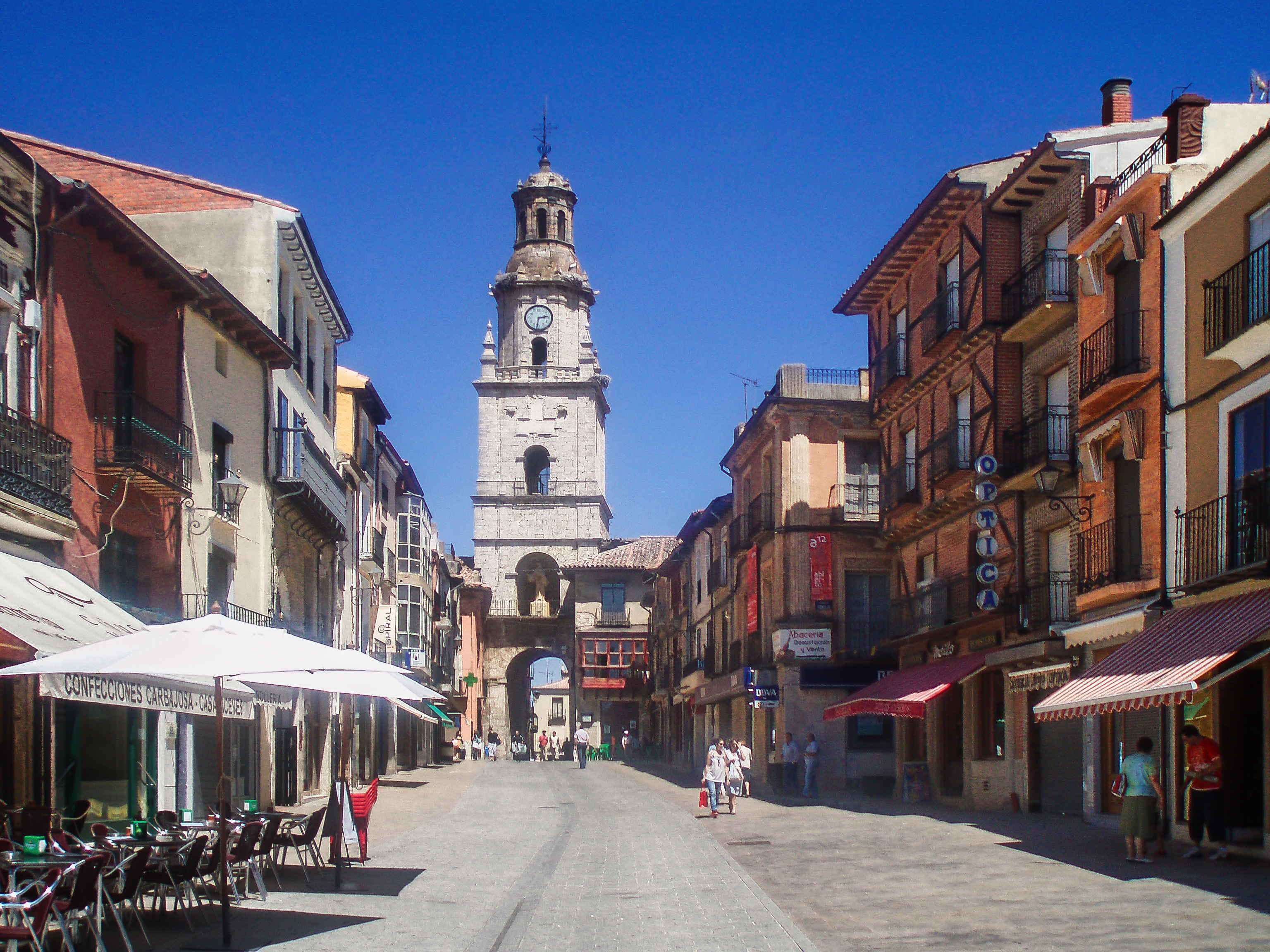
托罗市的历史建筑